# Mas Martí (Blanes)
El Mas Martí és una obra del municipi de Blanes (Selva) inclosa en l'Inventari del Patrimoni Arquitectònic de Catalunya.

## Descripció
Es tracta d'un immoble que consta de dues plantes i vessants a laterals. La planta baixa, conté quatre obertures, dues portes i dues finestres. Les quatre obertures són molt simples i, a diferència de les altres masies que contenen unes finestres interessants amb un alt valor i contingut històric, sense res a destacar.
Pel que fa al primer pis, ens tornem a trobar amb una resolució de l'entramat de l'articulació del parament molt simple, a través de quatre obertures, tres de les quals són quadrades i una rectangular. L'únic a destacar d'aquest primer pis, i gairebé de tota la casa, són dos elements, que ressalten enmig d'aquesta monotonia i simplicitat constructiva. Per una banda, el petit mosaic compost per setze peces o unitats de rajoles, que representa un episodi hagiogràfic interessant, com és el de “Sant Martí oferint un tros de cap al pobre”. D'altra banda, una llegenda en consonància i afí amb el nom de la masia. Mentre que per l'altra, el rellotge de sol, que conté una divertida composició, a la manera d'esgrafiat, protagonitzat per un pagès el qual està executant les tasques del camp.

## Història
A simple vista, l'aspecte més superficial i exterior de la casa va experimentar des de fa uns cinc o deu anys aproximadament, una rehabilitació i intervenció integral, bastant agressiva, que ha modificat completament l'aspecte de la masia, provocant que aquesta perdi el seu sabor rústic i la seva essència d'antiguitat, i convertint-la en un mer producte modern.